# Ferdinand Bilstein (компанія)
Ferdinand Bilstein GmbH + Co. KG — сімейна компанія у сьомому поколінні зі штаб-квартирою у м. Еннепеталь, Німеччина. Компанія займається виробництвом та постачанням комплектуючих для легкових автомобілів та комерційного транспорту. Компанія зареєструвала бренд bilstein group, під яким об'єднала три власні продуктові бренди febi [Архівовано 14 квітня 2021 у Wayback Machine.], SWAG та Blue Print [Архівовано 14 квітня 2021 у Wayback Machine.].

## Організація та сфера діяльності
Ferdinand Bilstein GmbH + Co. KG керує всіма вітчизняними та закордонними філіями і виробничими потужностями (зараз 21 міжнародне дочірнє підприємство). Основний напрямок діяльності — ринок запасних частин для ремонту автомобілів. Асортимент продукції компанії налічує більше 60 тисяч найменувань різних запчастин для легкових автомобілів і комерційного транспорту. Крім того, у компанії є власне виробництво — bilstein group Engineering, що спеціалізується на виготовленні високоточних компонентів для незалежного ринку запасних частин, а також для різних галузей промисловості, в тому числі технологій приводу і трансмісії. Комплекс надаваних компанією послуг охоплює майже весь виробничий ланцюжок: від підбору і аналізу матеріалів, виробництва інструментів, машинної обробки та гартування до комп'ютеризованого контролю якості. В рамках серійного виробництва компанія щорічно виготовляє від 500 до 200 000 одиниць кожного найменування.

## Історія
Компанія була заснована в 1844 році Фердинандом Даніелем Більштайном під назвою «Фердинанд Більштайн». Спочатку компанія займалася виготовленням спеціальних інструментів та обладнанням для металургії. З 1882 року вона починає виробляти гвинти, гайки та інші кріпильні елементи. Запатентований гвинт ресори febi, який був вперше представлений на автомобільній виставці в Берліні в 1921 році, дозволив компанії вийти на незалежний ринок запасних частин та оригінального обладнання для автомобільної промисловості. З 1937 року Фердинанд Більштайн запустив процес розробки та продажу перших ремкомплектів для шкворенів поворотних кулаків. У 1950-х роках почалося активне розширення виробничих потужностей  для виготовлення запчастин для легкових автомобілів та комерційного транспорту. Крім комплектів гвинтів ресори в місті Еннепеталь виготовлялися також колісні та осеві гвинти.
У 1956 році Фердинанд Херманн Більштайн та Арнольд Зікерманн відкрили в регіоні Айфель незалежний підрозділ Bilstein & Siekermann GmbH & Co. У цьому ж році почалося будівництво першого виробничого цеху, верстати для оснащення якого були привезені з м. Еннепеталь. Вони використовувались в основному для виготовлення запірних гвинтів та гайок для відомих автовиробників. У 2003 році власниками Bilstein & Siekermann було прийнято рішення продати свої частки в компанії холдингу Indus Holding.
Асортимент продукції постійно розширювався і підприємство все більше концентрувалося на постачанні деталей для вторинного ринку. У 1971 році на чолі компанії став Рольф Більштайн, який сконцентрувався на розширенні комерційної діяльності. Спільно з Дітером Зікерманном новий директор займався безперервним розширенням асортименту продукції. Протягом наступних трьох десятиліть компанія постійно розвивалася. Її обіг збільшився з 5 мільйонів німецьких марок в 1971 році до 250 мільйонів євро в 2007 році, коли Рольф Більштайн пішов у відставку. Його місце зайняв Карстен Шюсслер-Більштайн, а в 2010 році помічником нового керівника став Ян Зікерманн, син Дітера Зікерманна.
Придбання компанії SWAG Autoteile GmbH у 2000-му році дозволило підприємству створити рівноцінну альтернативу відомому бренду febi. У 2011 році була куплена компанія ADL (Automotive Distributors Ltd.) спільно з брендом Blue Print. На виставці Automechanika у 2012 році компанія Ferdinand Bilstein представила бренд bilstein group, який об'єднав продуктові бренди febi, SWAG та Blue Print.
Влітку 2017 року до складу Ferdinand Bilstein GmbH + Co. KG увійшла компанія KM Autotechnik Kary + Mangler, розташована в місті Дурмерсгайм (земля Баден-Вюртемберг). Дана компанія спеціалізувалася на виготовленні зчеплень. Компетенції у сфері зчеплень були консолідовані під продуктовими брендами febi — для комерційного транспорту та Blue Print — для легкових автомобілів.